# آنتونیا (بازیکن فوتبال)
آنتونیا داکوستا سیلوا (پرتغالی: Antônia؛ زادهٔ ۲۶ آوریل ۱۹۹۴) بازیکن فوتبال زن اهل برزیل است.
از باشگاه‌هایی که در آن بازی کرده است می‌توان به باشگاه فوتبال زنان مادرید و باشگاه فوتبال پونته پرتا اشاره کرد.
وی همچنین در تیم ملی فوتبال زنان برزیل بازی کرده است.